# Fentonia elongata
Fentonia elongata är en fjärilsart som beskrevs av Dyar 1902. Fentonia elongata ingår i släktet Fentonia och familjen tandspinnare. Inga underarter finns listade i Catalogue of Life.